# Pákozdi csata
A pákozd-sukorói csata vagy röviden pákozdi csata az 1848–49-es forradalom és szabadságharc első jelentős összecsapása volt. Az 1848. szeptember 29-én, a Székesfehérvár központtal zajló hadműveletek részeként a Velencei-tótól északra, a Velencei-hegységben található Pákozd–Sukoró–Pátka háromszögben vívott csatában Móga János altábornagy seregei vereséget mértek a Jellasics József horvát bán által vezetett seregre. Habár a veszteségek egyik oldalon sem voltak jelentősek, a csata a szabadságharc egyik legfontosabb eseményének számít, hiszen visszavonulásra késztette a jelentős haderőt irányító Jellasicsot.

## Előzmények

### Az udvar Magyarországgal kapcsolatos politikája 1848 nyarán
Az Európában 1848 első felében kitört forradalmi hullám a Habsburg Birodalmat sem kerülte el. A birodalom számos pontján forradalmi megmozdulások, fegyveres felkelések törtek ki.
Ugyanekkor Károly Albert szárd–piemonti király háborút indított az olaszországi forradalmi mozgalmak megsegítésére, így a császári udvarnak 1848 tavaszán súlyos katonai és politikai nehézségekkel kellett szembenéznie.
A soknemzetiségű Habsburg Birodalomban a polgári átalakulásra való törekvések nemzeti függetlenedési törekvésekkel párosultak, így ezek a birodalom létét alapjaiban fenyegették.
A forradalmi mozgalmak közül a birodalom számára a legnagyobb veszélyt az itáliai és a magyar jelentette. A két veszély egyidejű elhárítására a császári hadsereg nem rendelkezett elegendő erővel, ezért az udvar azt a politikát követte, hogy az itáliai tartományokban kitört felkeléseket fegyveres erővel próbálta leverni, míg – időnyerés céljából – a magyar forradalom valamennyi alapvető követelését elfogadta. E politikát siker koronázta: nyár közepére a magyaron kívül valamennyi felkelést sikerült fegyveres erővel leverni, majd 1848. július 25-én Custoza közelében Radetzky tábornagy súlyos vereséget mért Károly Albert hadseregére. Ezzel az utolsó akadály is elhárult, az udvar teljes figyelmét a „magyar probléma” megoldására fordíthatta.
A magyar függetlenedési folyamat ekkorra azonban már olyan szintet ért el, hogy nyílt katonai támadással való felszámolásának lehetséges következményeit az udvar nem merte vállalni. A király szavatolta a magyar alkotmányt, hivatalosan a Magyarországon tartózkodó császári haderő Mészáros Lázár hadügyminiszter alá volt rendelve és tisztjeinek jelentős része – királyi parancsra – felesküdött a magyar alkotmányra. A Batthyány-kormány egyébként is kínosan ügyelt arra, hogy ilyen támadásra okot ne szolgáltasson.
Az udvar ezért céljai eléréséhez a magyarellenes nemzetiségi mozgalmakat kívánta felhasználni. A Magyarországon élő nemzetiségek már a tavasz folyamán követeléseket fogalmaztak meg a magyar kormánnyal szemben, de a követeléseket a Batthyány-kormány rendre visszautasította. Az udvar felismerte az ebben rejlő lehetőséget és már 1848 nyarán megindultak a bécsi hadügyminisztérium titkos pénz- fegyver- és hadianyag-küldeményei elsősorban a szerb felkelők és a Magyarország ellen invázióra készülő Jellasics táboraiba.

### Jellasics támadása
Josip Jelačić horvát bán a kezdetektől szemben állt a magyar forradalommal. Ez és katonai képzettsége tette alkalmassá arra, hogy Latour táborszernagy, bécsi hadügyminiszter Magyarország elleni katonai terveiben kulcsszerepet kapjon.
Hiába kényszerítette ki a Batthyány-kormány június 10-én az uralkodótól Jellasics menesztését, az intézkedésnek a gyakorlatban nem sikerült érvényt szerezni, a bán nyíltan készült a Magyarország elleni fegyveres támadásra. (ennek első lépéseként augusztus 31-én megszállta Fiumét).

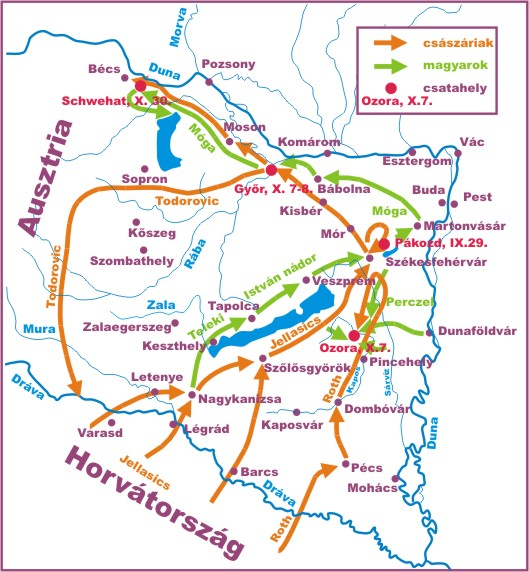
Jellasics szeptemberi hadműveleteinek vázlata

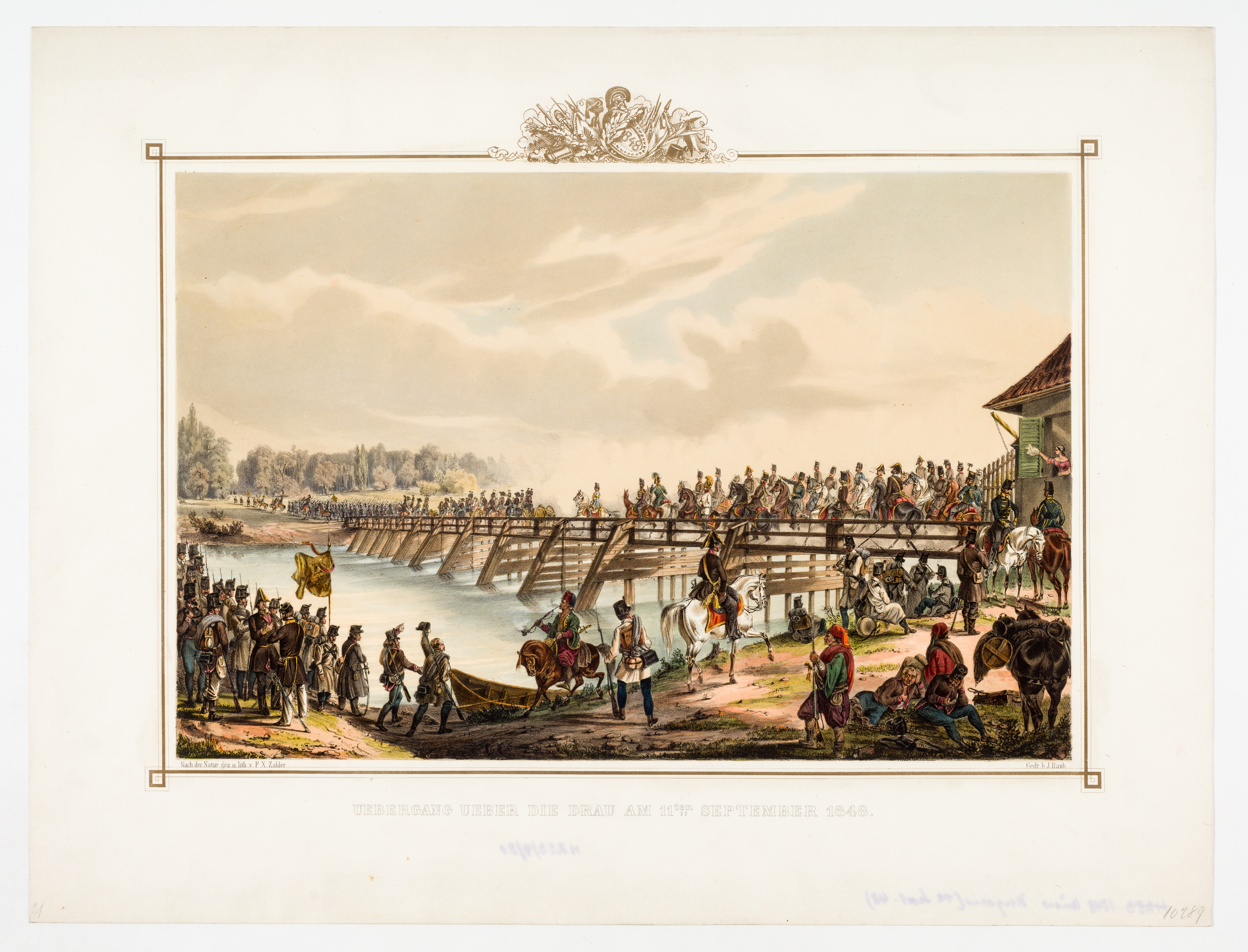
A Jelačić által vezetett horvát hadsereg 1848. szeptember 11-én átkel a Dráván.

A magyar kormány lehetőségei végső határáig elment az összeütközés elkerülésének érdekében. Batthyány Lajos miniszterelnök és Deák Ferenc igazságügy-miniszter augusztus végén Bécsbe utazott, s Jellasics támadásának elhárítása érdekében, végső esetben még az önálló magyar had- és pénzügyről való lemondásra is kész volt. Az uralkodó nem fogadta a magyar kormányküldöttséget, de szeptember 4-én megerősítette Jellasicsot báni méltóságában. Ez jelzésértékű volt mindkét fél számára: Batthyány beismerve politikájának kudarcát szeptember 11-én benyújtotta lemondását. Ugyanezen a napon Jellasics mintegy harmincötezer főnyi hadserege átkelt a Dráván.
A drávai magyar hadsereg parancsnoka, a soproni születésű, ezért magyarnak tekintett Ottinger Ferenc császári és királyi vezérőrnagy visszavonulási parancsot adott ki, és átszökött Jellasics táborába. Az Ottinger helyére küldött Melczer Andor ezredes, magyar honvédelmi minisztériumi államtitkár szintén ezt tette.
Jellasics – amint átkelt a Dráván – kiáltványt intézett a magyar néphez, amelyben nyilvánvalóvá tette, hogy a Habsburg–Lotaringiai-ház katonájaként érkezett, és célja a magyarországi „pártütők” és „lázadók” forradalmi mozgalmának elfojtása. A bán sejteni engedte, hogy császári parancsra jár el, azonban az őt felkereső magyar tiszteknek ilyen parancsot nem tudott felmutatni. 

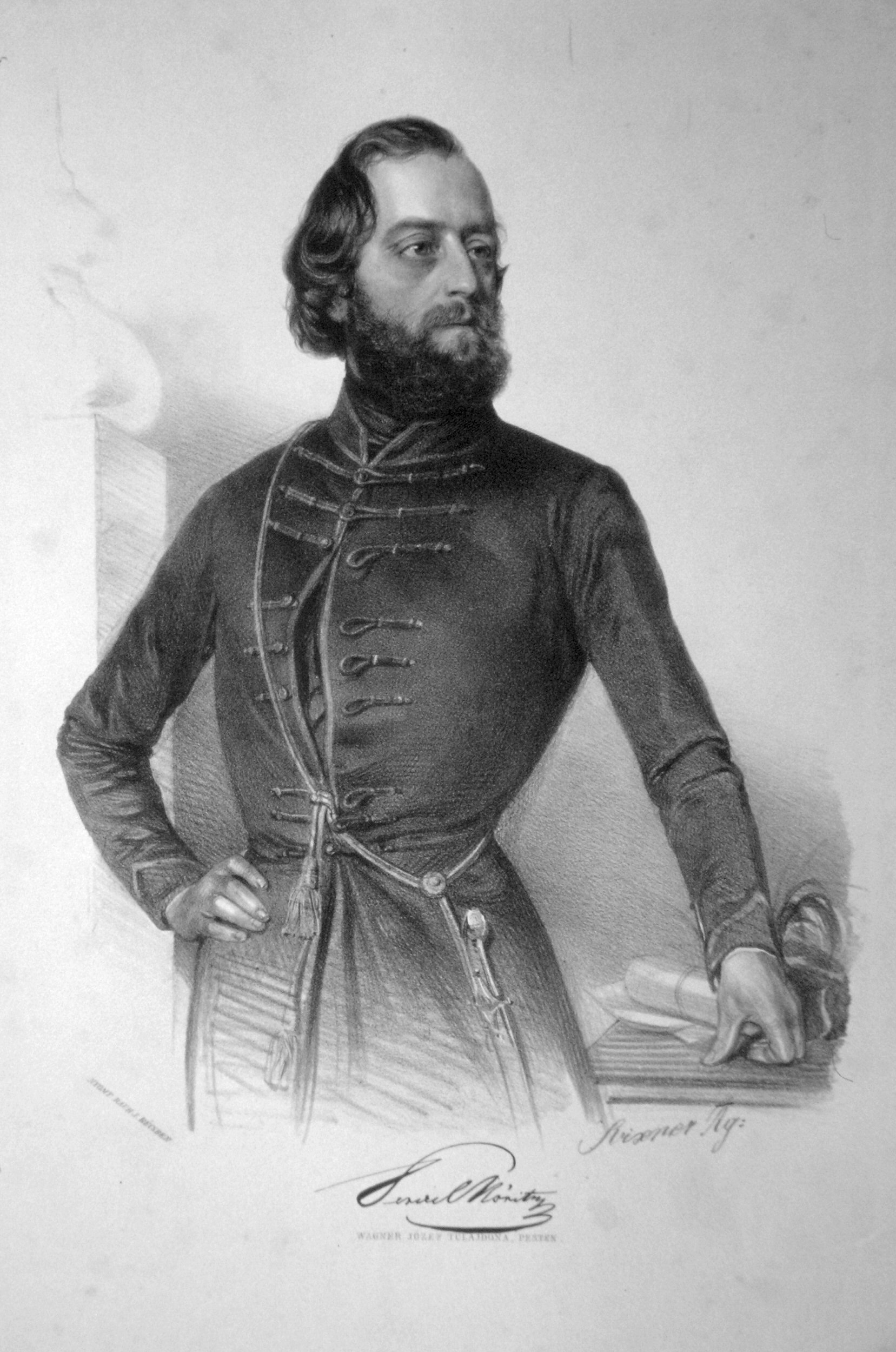
August Strixner: Perczel Mór 1848-ban

A drávai hadsereg új parancsnoka, gróf Teleki Ádám császári és királyi vezérőrnagy és tisztjei kényes helyzetbe kerültek. A magyar alkotmányra tett esküjük, a magyar tisztek többségében élő hazafias szellem indokolta volna a fegyveres ellenállást, az a tény azonban, hogy a harcot lényegében császári csapatok ellen kellett volna megvívni, kiút keresésére ösztönözte őket. A magyar hadsereg ezért a harcot nem vette fel, de ki sem szolgáltatta magát Jellasics csapatainak, hanem megkezdte a visszavonulást Székesfehérvár felé.

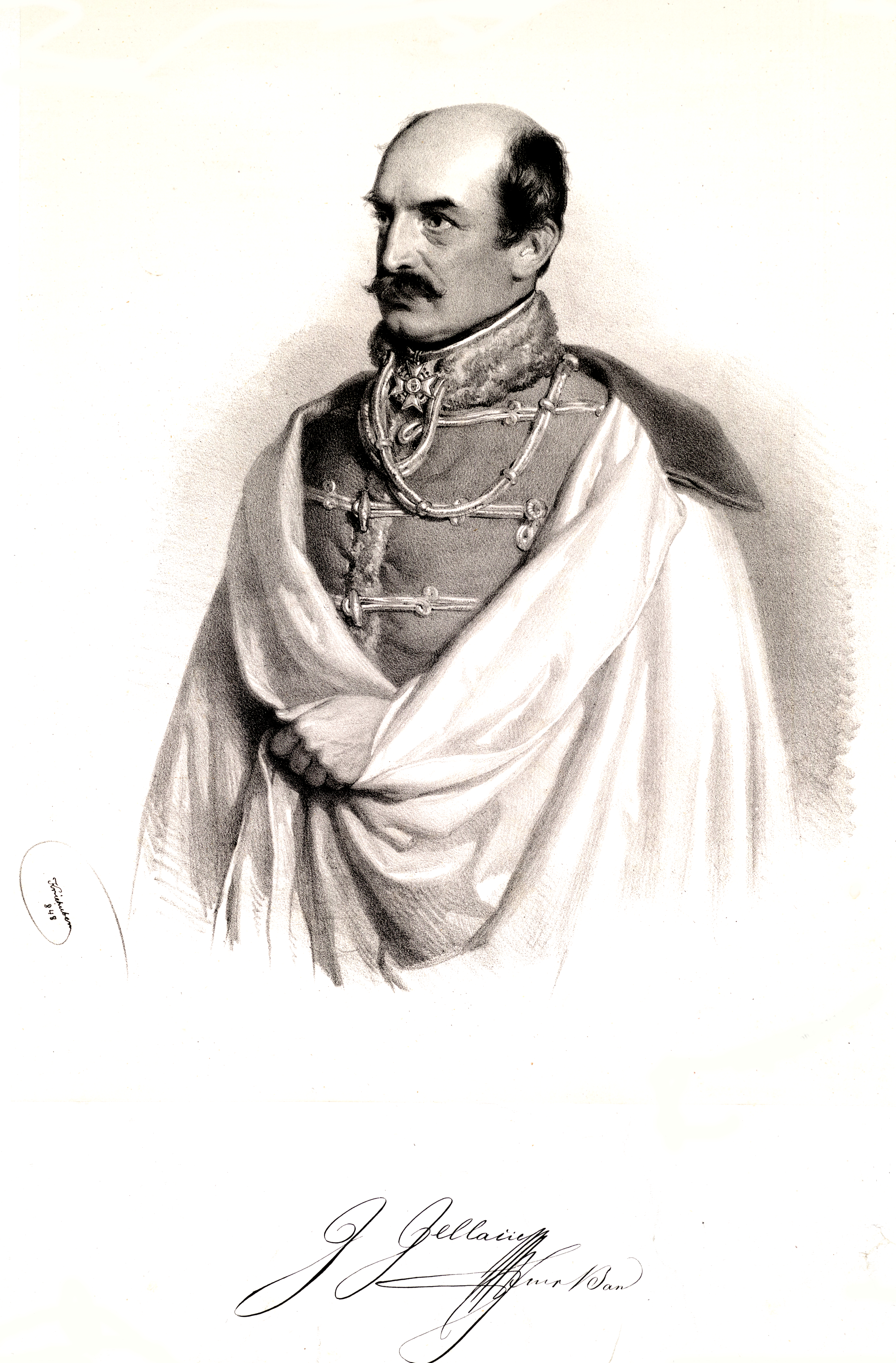
Josef Kriehuber: Josip Jelačić horvát bán 1848-ban

A visszavonulást a magyar vezetés nem nézhette tétlenül: Teleki Ádámot felmentették hadsereg-parancsnoki beosztásából, és az időközben új kormányt alakított Batthyány Lajos javaslatára a fővezérségre István főherceget, Magyarország nádorát kérték fel. Az a tény, hogy a hadsereget egy osztrák főherceg vezeti, megnyugtatóan hatott a dinasztikus érzelmű tisztekre, így ezek nyilatkozatban jelentették ki, hogy hajlandóak Jellasics hadserege ellen harcolni. István nádor találkozóra hívta Jellasicsot – a találkozóra Balatonszemesen a Kisfaludy gőzös fedélzetén került volna sor – ezen azonban a bán nem jelent meg. Mivel István nádor főhercegként Jellasicsnak katonai elöljárója volt, ebből – helyesen – azt a következtetést vonta le, hogy Jellasicsot az udvar legmagasabb köreiből jövő titkos parancsok mozgatják. A nádor ezután a békés rendezésre tett minden további kísérletet haszontalannak vélt, szeptember 22-én elhagyta az országot, és lemondott hivataláról.

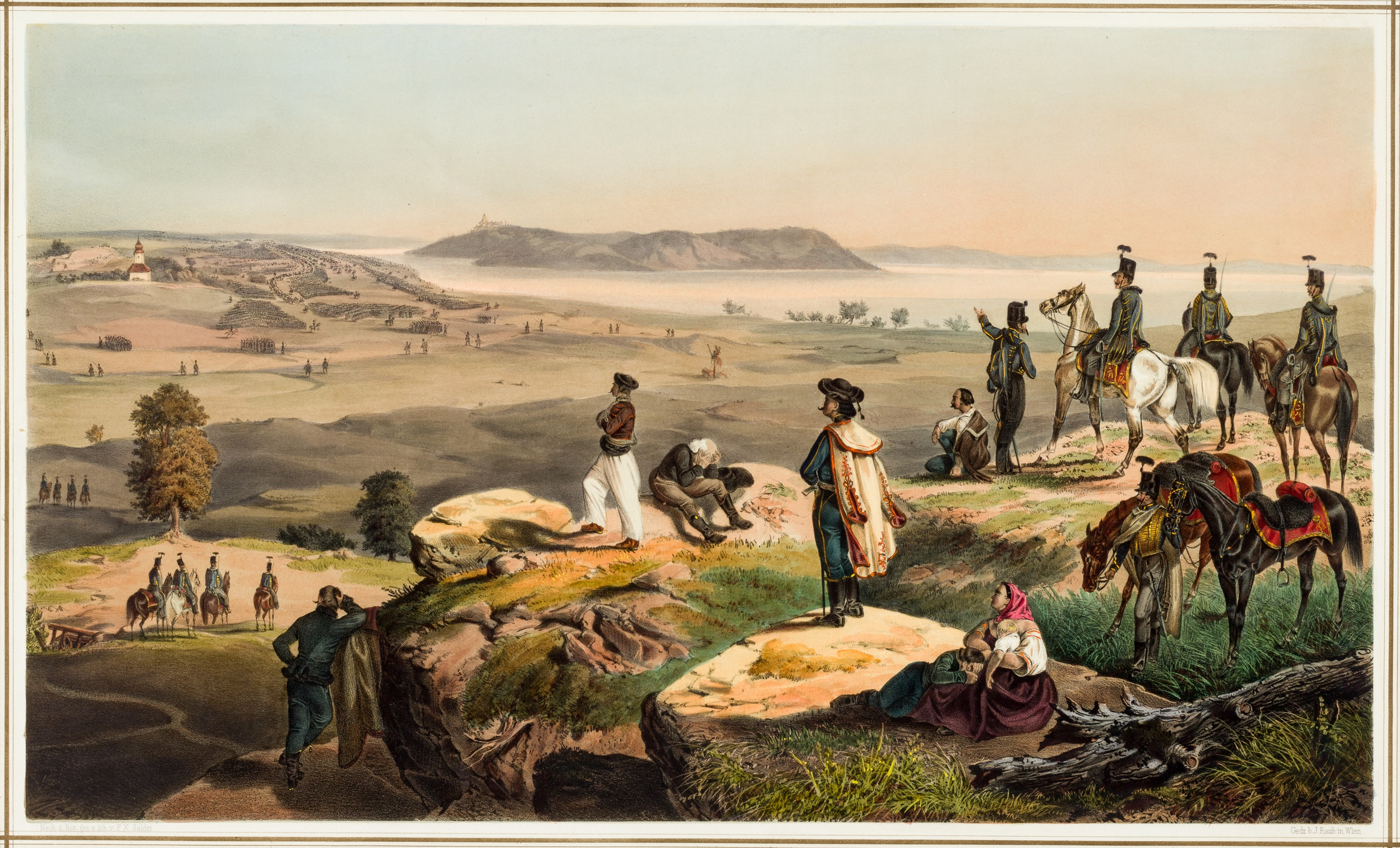
A horvát sereg a Balatonnál. (Franz Xaver Zalder alkotása)

A magyar sereg megerősítésére, a védelem megszervezésére számos lázas gyorsasággal végrehajtott intézkedés történt. Szeptember 13-án Batthyány általános népfelkelést hirdetett a Dunántúlon. Kossuth szeptember 22-én kiáltványban szólította fel a külföldön tartózkodó magyar katonákat hazatérésre, majd szeptember 24-én toborzókörútra indult az Alföldre. 
Az erőfeszítések eredményeképpen szeptember utolsó napjaira a mintegy tizenhatezer főre nőtt magyar főerőnek sikerült védelmi állást elfoglalni a Velencei-tótól északra. Az új hadseregparancsnok Móga János császári és királyi altábornagy lett.
A szeptember 28-án a sukorói templomban tartottak haditanácsot. A haditanácson Batthyány személyesen vett részt, a miniszterelnök érveinek hatására a szenvedélyes vita után Móga vállalta, hogy a magyar sereg felveszi a harcot, de csak akkor, ha Jellasics megtámadja. A támadás másnap reggel bekövetkezett.

## A csata lefolyása

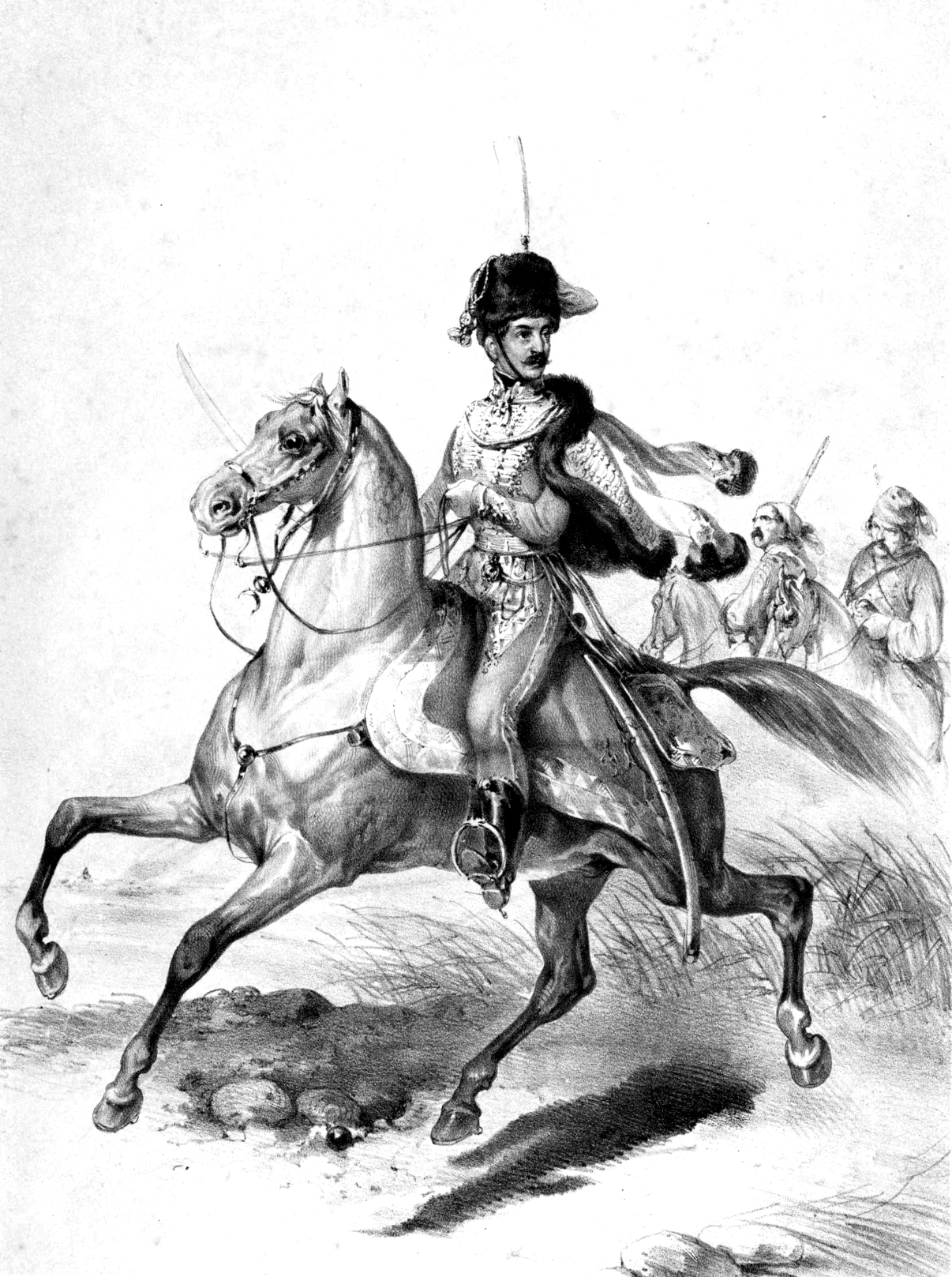
Jellasics lovon

A magyar csapatok úgy foglaltak állást, hogy a főváros felé vezető utakat lezárják. A magyar hadrend a következő volt:
- A hadműveleteket irányító vezérkari főnök Joseph Kollmann császári és királyi százados
- Jobb szárny: Joseph von Milpökh császári és királyi ezredes és Kiss Ernő császári és királyi ezredes egy-egy gyalogezred, összesen mintegy háromezer fő és egy üteg élén.
- Közép és bal szárny: Franz Holtsche császári és királyi vezérőrnagy és Répásy Mihály császári és királyi alezredes összesen nyolcezer-ötszáz fő és harmadfél üteg élén.
- Tartalék: Teleki tábornok négyezer főből és két ütegből álló serege

Perczel Mór négyezer főnyi különítményét az esetleges átkarolás megakadályozására, a Velencei-tótól délre helyezték el.
A pákozdi csatát tehát – mindkét oldalon – császári és királyi tisztek vezényelték.
Megmutatkozott tehát az udvari politika végzetes hibája, amely valójában az egész Jellasics-hadjárat kudarcát okozta. A legfelsőbb császári hadvezetés ugyanis ebben az időszakban nem adott ki egyértelmű parancsokat, ezzel megosztotta a császári hadsereget, lehetőséget teremtett a parancsok értelmezésére és így végső soron minden egyes katona saját lelkiismereti ügyévé tette annak eldöntését, hogy miként értelmezze az uralkodóra és a magyar alkotmányra tett esküjét. A csatát lényegében így császári és királyi csapatok vívták császári és királyi csapatok ellen, ugyanannak az uralkodónak a katonái ugyanannak az uralkodónak a nevében. Mindkét oldalnak meggyőződése volt, hogy a parancsok szerint jár el.

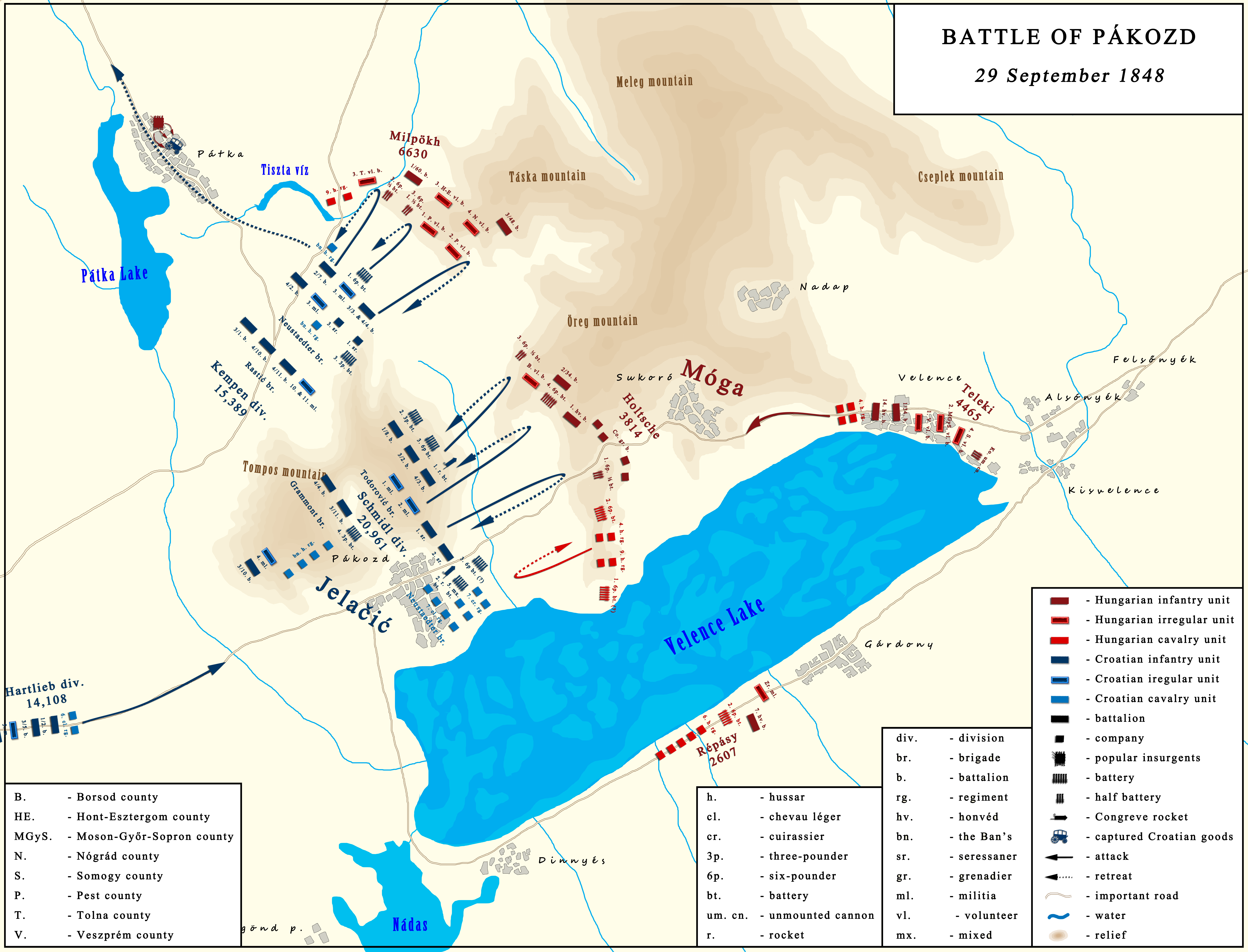
A pákozdi csata lefolyásának vázlata

Jellasics terve – a végrehajtott hadmozdulatokból ítélve – az volt, hogy a magyar sereg jobb szárnyát felmorzsolja vagy a közép felé szorítja, majd egy frontális támadással a teljes magyar haderőt a Velencei-tóba szorítva megsemmisíti. Ennek megfelelően a támadást Kempen vezérőrnagy mintegy nyolcezer főnyi hadosztálya indította meg reggel hat órakor. Rövid közelharc után ugyan a Guyon Richárd vezette nemzetőröket kiszorították Pátkáról, de a magyar jobbszárnnyal szemben indított két rohamot a magyarok visszaverték. Miután a közvetlen támadás nem járt sikerrel, Kampen tábornok a jobb szárny átkarolásával próbálkozott, de a lovasberényi úton e célból előreküldött különítményét egy a középről küldött huszárszázad megállította. (A hadmozdulat sikerében jelentős része volt a későbbi miniszterelnök Andrássy Gyulának, aki nemzetőrtisztként vett részt a csatában.)
A sikertelenséget látva Jellasics déli tizenkét óra körül húszezer főnyi főerejével támadást indított a magyar közép és bal szárny ellen, de az ismétlődő gyalogsági és lovassági rohamok minden alkalommal összeomlottak a magyar egységek tüzében. Közelharcra gyakorlatilag nem került sor. Jellasics délután három óra körül – elsősorban Kempen tábornok sürgetésére – beszüntette a harcot. A tüzérségi párbaj még estig elhúzódott, de Jellasics fokozatosan visszavonta erőit, és fegyverszünetet kért. Ez lényegében a magyar sereg győzelmét jelentette.
A győzelmet Móga nem használta ki. Csapatait Martonvásárra vonta vissza, és háromnapos fegyverszünetet kötött Jellasiccsal. A bán a hátában kitört népfelkeléstől is fenyegetve érezte magát, ezért a fegyverszünet alatt – saját tartalék hadtestét is cserben hagyva – erőltetett menetben Bécs irányában elhagyta az országot.
A Jellasics felett aratott győzelmet teljessé tette, hogy október 7-én az ozorai ütközetben a magyar nemzetőrök megadásra kényszerítették Jellasics tartalék hadtestét is.

## Következményei

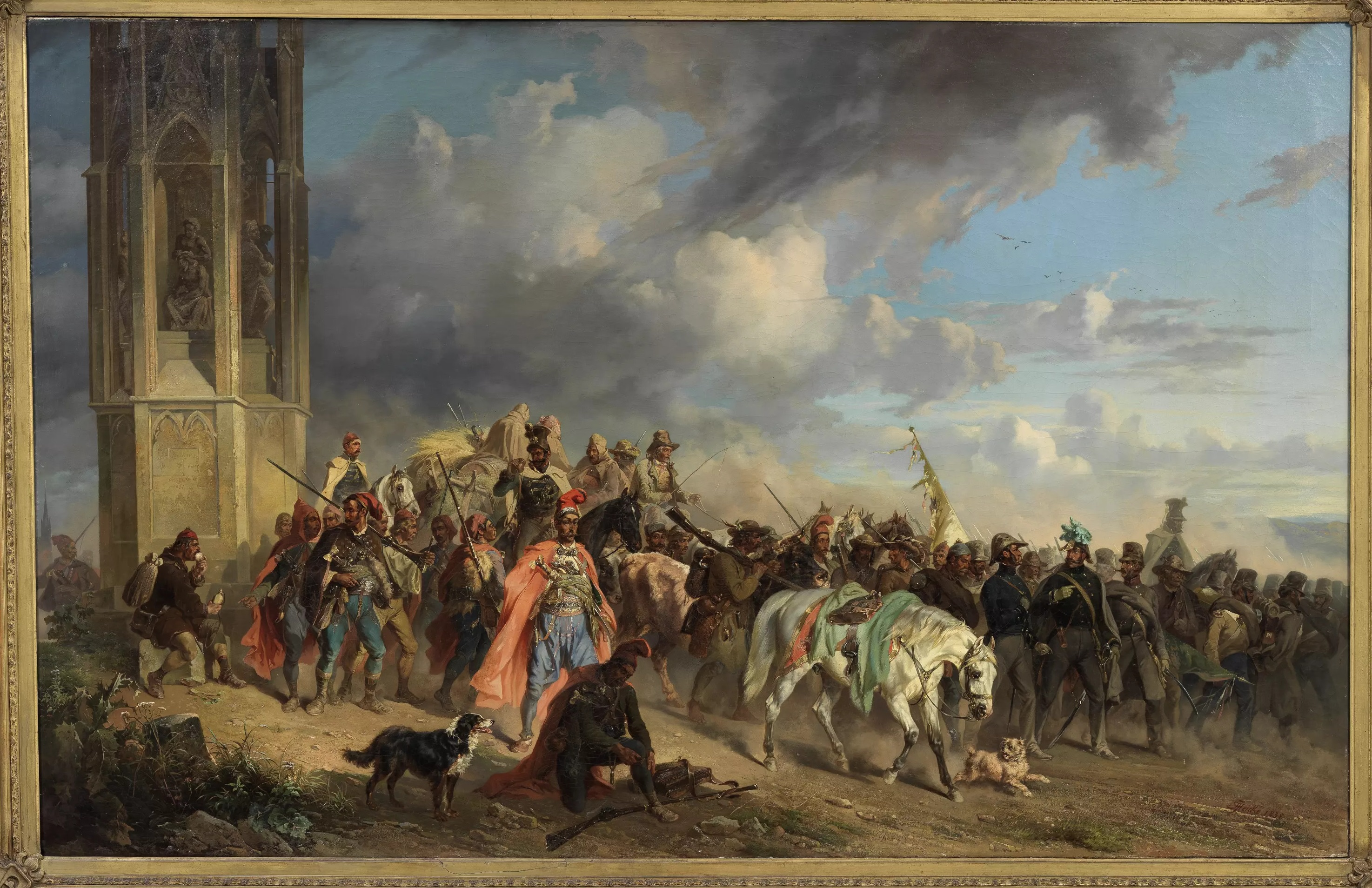
A horvátok megérkezése Magyarországról Bécs alá, a pákozdi csata után. Josef Heicke festménye

A csata sem méreteit, sem a veszteségeket tekintve nem tartozott a szabadságharc nagy csatái közé, következményei azonban a magyar függetlenségi harc továbbélése szempontjából felbecsülhetetlenek voltak. A győzelem jelentős katonai következményein túl erkölcsi, politikai hatása miatt vált a magyar honvédelem jelképévé. A diadal nem csupán a magyar nép, a magyar hadsereg hangulatára hatott lelkesítően, hanem fontos tényezőnek bizonyult a Bécsben október 6-án kirobbant forradalom kiváltó okai között is.

## Emlékezete
Magyarországon 1948–1992 között – a pákozdi csata tiszteletére hivatkozva – szeptember 29-én ünnepelték a Néphadsereg napját, később a fegyveres erők napját, legutóbb a honvédelem napját. Említésre méltó egybeesés, hogy szeptember 29. napja egyben Mihály névnap is, így a Rákosi-korszak egyik meghatározó személyiségének, Farkas Mihálynak a névnapja is volt, aki 1948. szeptember 9-étől 1953. július 2-áig épp a honvédelmi miniszter posztját töltötte be.
A csatának emléket állító, ma is látható és látogatható parkot 2010-ben nyitották meg. Közúton az emlékpark a 8116-os útból kiágazó 81 307-es úton közelíthető meg.